# Canato da Zungária
O Canato da Zungária ou Canato Zungar foi um canato da Ásia Interior de origem oirate-mongol. Na sua maior extensão, cobria uma área desde o sul da Sibéria, no norte, até ao atual Quirguistão, no sul, e desde a Grande Muralha da China, no leste, até ao atual Cazaquistão, no oeste. O núcleo do Canato da Zungária faz hoje parte do norte de Sinquião, também chamado de Zungária.
Por volta de 1620, os mongóis ocidentais, conhecidos como oirates, uniram-se na Bacia do Zungar, na Zungária. Em 1678, Galdã recebeu do Dalai Lama o título de Boxutu Cã, tornando os zungares a principal tribo dentro dos oirates. Os governantes zungares usaram o título de Khong Tayiji, que se traduz em inglês como "príncipe herdeiro".  Entre 1680 e 1688, os zungares conquistaram a Bacia do Tarim, que hoje é o sul de Sinquião, e derrotaram os mongóis calcas a leste. Em 1696, Galdã foi derrotado pela Dinastia Qing e perdeu a Mongólia Exterior. Em 1717, os zungares conquistaram o Tibete, mas foram expulsos em 1720 pelos Qing. De 1755 a 1758, a China Qing aproveitou uma guerra civil zungar para conquistar a Zungária e destruiu os zungares como povo.  A destruição dos zungares levou à conquista Qing da Mongólia e do Tibete e à criação de Sinquião como uma unidade político-administrativa.

## Etimologia
"zungar" é um composto da palavra mongol jegün (züün), que significa "esquerda" ou "leste" e γar que significa "mão" ou "asa".  A região da Zungária deriva o nome desta confederação. Embora os zungares estivessem localizados a oeste dos calcas, a derivação do seu nome foi atribuída ao facto de representarem a ala esquerda dos oirates. No início do século XVII, o chefe da confederação oirate era o líder do Khoshut, Guxi Cã. Quando Guxi Cã decidiu invadir o Tibete para substituir o Tsangpa Cã local em favor do governo dos guelupas, o exército oirate foi organizado em alas esquerda e direita. A ala direita composta por Khoshuts e Torgutes permaneceu no Tibete enquanto os coros e coides da ala esquerda recuaram para o norte, na bacia do Tarim, desde então o poderoso império dos Choros ficou conhecido como Ala Esquerda, ou seja, zungar.
A região foi descrita separadamente em fontes europeias contemporâneas como o Reino dos Eleutes, a partir de uma transcrição errônea do nome "oirates" feita por missionários franceses.  Isto foi por vezes vagamente alargado para cobrir vastas áreas da Ásia Central, incluindo o Afeganistão. 

## História

### Origem

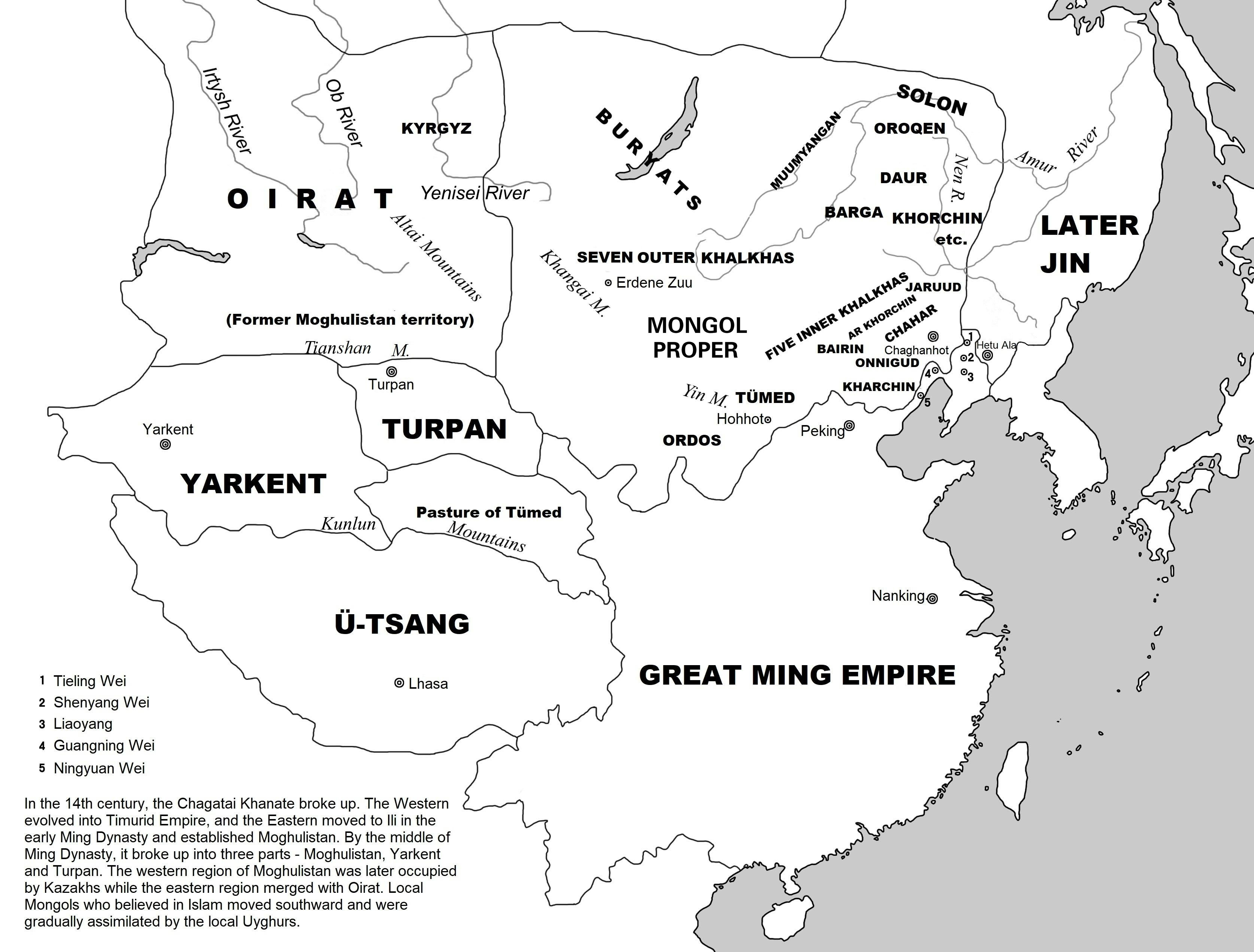
Os oirates em 1616

Os oirates eram originários da região de Tuva durante o início do século XIII. Seu líder, Qutuqa Beki, submeteu-se a Gêngis Cã em 1208 e sua casa casou-se com todos os quatro ramos da linha genguíssida. Durante a Guerra Civil Toluída, os Quatro Oirates (Choros, Torgute, Dorbete e Coide) aliaram-se a Arique Boque e, portanto, nunca aceitaram o governo cublaida. Após o colapso da Dinastia Yuan, os oirates apoiaram Ariq Bökid Jorightu Cã Yesüder na tomada do trono de Yuan do Norte. Os oirates dominaram os cãs iuânidas do Norte até a morte de Taishi Esen em 1455, após a qual migraram para o oeste devido à agressão calca-mongol.  Em 1486, os oirates envolveram-se numa disputa de sucessão que deu a Daiã Cã a oportunidade de atacá-los. Na segunda metade do século XVI, os oirates perderam mais território para os tumedes.
Em 1620, os líderes dos Choros e torgutes oirates, Kharkhul e Mergen Temene, atacaram Ubasi Khong Tayiji, o primeiro Altã Cã dos calcas. Eles foram derrotados e Kharkhul perdeu sua esposa e filhos para o inimigo. Uma guerra total entre Ubasi e os oirates durou até 1623, quando Ubasi foi morto.  Em 1625, eclodiu um conflito entre o chefe Khoshut, Chöükür, e seu irmão uterino, Baibaghas, sobre questões de herança. Baibaghas foi morto na luta. No entanto, os seus irmãos mais novos, Guxi Cã e Köndölön Ubashi, iniciaram a luta e perseguiram Chöükür desde o rio Ishim até ao rio Tobol, atacando e matando os seus seguidores tribais em 1630. As lutas internas entre os oirates fizeram com que o chefe torgute Kho Orluk migrasse para o oeste até entrar em conflito com a Horda Nogai, que destruíram. Os Torgutes fundaram o Canato de Kalmyk, mas ainda mantiveram contato com os oirates no leste. Cada vez que uma grande assembleia era convocada, eles enviavam representantes para comparecer. 

Mongólia em 1636, após a derrota de Ligdan Cã

Em 1632, a seita Guelupa (Chapéus Amarelos) em Chingai estava sendo reprimida pelo calca Choghtu Khong Tayiji, então eles convidaram Guxi Cã para vir e negociar com ele. Em 1636, Güshi liderou 10.000 oirates em uma invasão de Chingai que resultou na derrota de um forte exército inimigo de 30.000 homens e na morte de Choghtu. Ele então entrou no Tibete Central, onde recebeu do 5º Dalai Lama o título de Bstan-'dzin Choskyi Rgyal-po (o Rei do Dharma que Defende a Religião). Ele então reivindicou o título de Cã, o primeiro mongol não-guenguíssida a fazê-lo, e convocou os oirates para conquistar completamente o Tibete, criando o Canato de Khoshut. Entre os envolvidos estava o filho de Kharkhul, Erdeni Batur, a quem foi concedido o título de Khong Tayiji, casou-se com a filha do cã, Amin Dara, e foi enviado de volta para estabelecer o Canato Zungar no alto rio Emil, ao sul das montanhas Tarbagatai.  Batur voltou para Zungária com o título Erdeni (dado pelo Dalai Lama) e muito saque. Durante o seu reinado fez três expedições contra os cazaques. Os conflitos dos zungares são lembrados em uma balada cazaque Elim-ai.  Os zungares também entraram em guerra contra os quirguizes, Tajiques e usbeques quando invadiram profundamente a Ásia Central em Iasi (Turquestão) e Tasquente em 1643. 

### Disputa de sucessão (1653-1677)

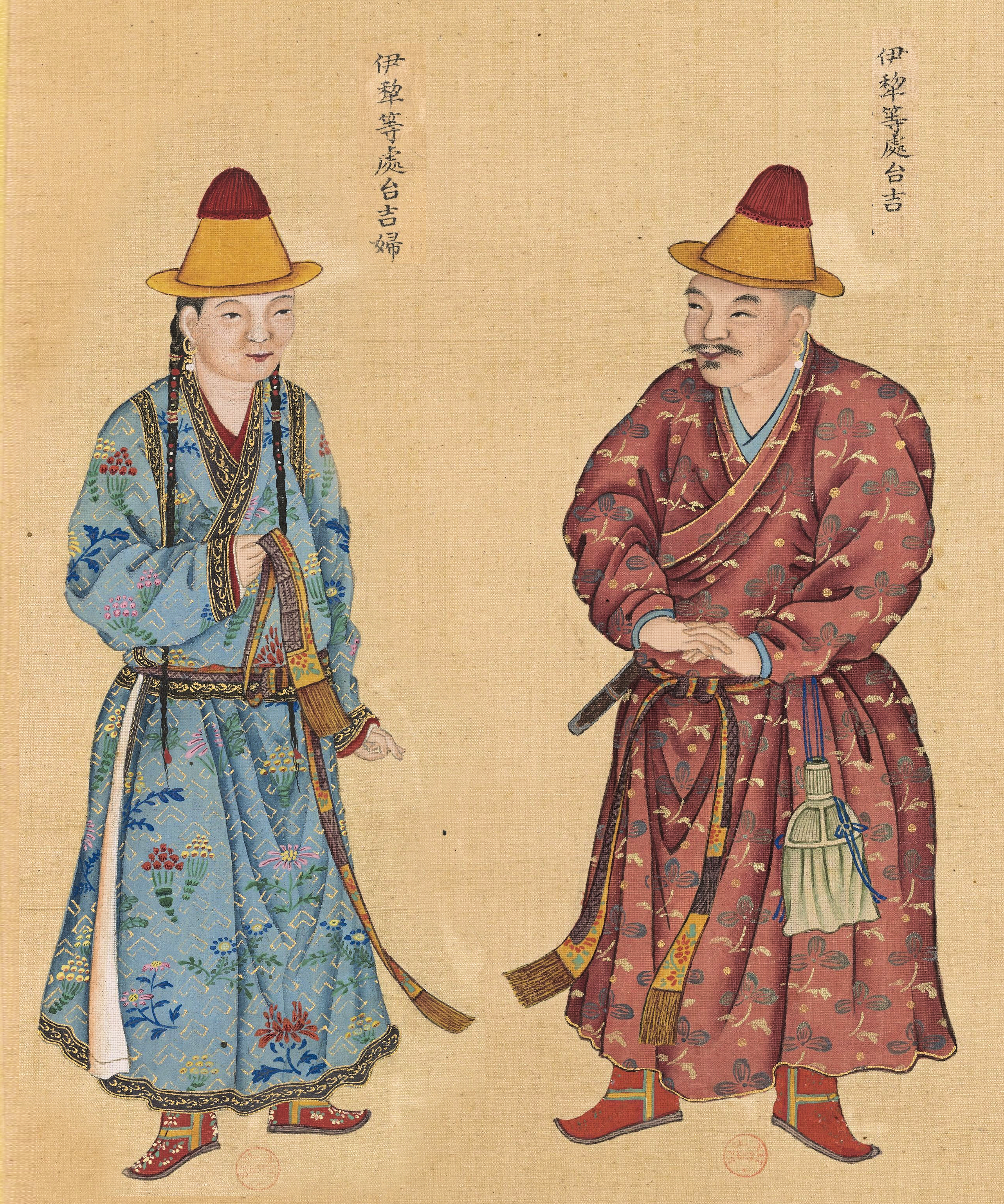
Príncipe Mongol (Taiji, 台吉) de Ili e outras regiões, e sua esposa. Huang Qing Zhigong Tu, 1769.

Em 1653, Sengge sucedeu a seu pai Batur, mas enfrentou a dissidência de seus meios-irmãos. Com o apoio de Ochirtu Cã do Khoshut, este conflito terminou com a vitória de Sengge em 1661. Em 1667 ele capturou Erinchin Lobsang Tayiji, o terceiro e último Altã Cã. No entanto, ele próprio foi assassinado por seus meio-irmãos chechenos Tayiji e Zotov em um golpe em 1670. 
O irmão mais novo de Sengge, Galdã Boxutu Cã, residia no Tibete na época. Ao nascer, em 1644, foi reconhecido como a reencarnação de um lama tibetano que morrera no ano anterior. Em 1656 partiu para o Tibete, onde recebeu educação de Lobsang Chökyi Gyaltsen, 4º Panchen Lama e 5º Dalai Lama. Ao saber da morte de seu irmão, ele retornou imediatamente do Tibete e se vingou dos chechenos. Aliado a Ochirtu Sechen do Khoshut, Galdã derrotou os chechenos e expulsou Zotov da Zungária. Em 1671, o Dalai Lama concedeu o título de cã a Galdã. Os dois filhos de Sengge, Sonom Rabdan e Tsewang Rabtan, revoltaram-se contra Galdã, mas foram derrotados. Embora, já casado com Anu-Dara, neta de Ochirtu, entrou em conflito com o avô. Temendo a popularidade de Galdã, Ochirtu apoiou seu tio e rival Choqur Ubashi, que se recusou a reconhecer o título de Galdã. A vitória sobre Ochirtu em 1677 resultou no domínio de Galdã sobre os oirates. No ano seguinte, o Dalai Lama deu-lhe o título mais elevado de Boxutu Cã. 

### Conquista do Canato Iarquente (1678-1680)

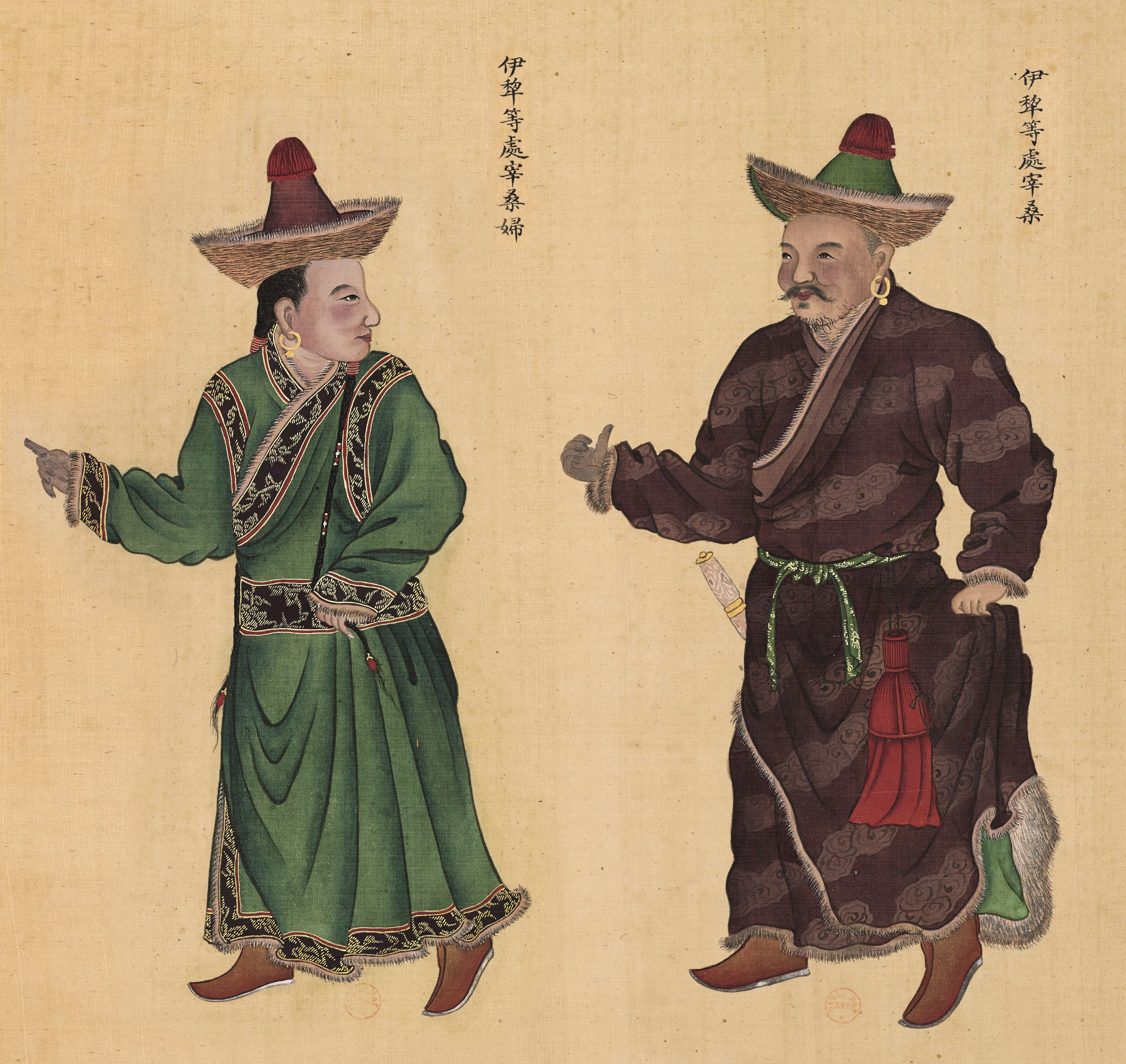
Líder tribal mongol (Zaisang, 宰桑) de Ili e outras regiões, com sua esposa. Huang Qing Zhigong Tu, 1769.

A partir do final do século XVI, o Canato de Iarquente caiu sob a influência dos cojas. Os cojas eram sufistas Naqshbandi que afirmavam ser descendentes do profeta Maomé ou dos califas ortodoxos. No reinado do Sultão Saíde Cã, no início do século XVI, os cojas já tinham uma forte influência na corte e sobre o cã. Em 1533, um coja especialmente influente chamado Makhdum-i Azam chegou a Casgar, onde se estabeleceu e teve dois filhos. Esses dois filhos se odiavam e transmitiram seu ódio mútuo aos filhos. As duas linhagens passaram a dominar grande parte do canato, dividindo-o entre duas facções: a Aquetaglique (Montanha Branca) em Casgar e a carataglique (Montanha Negra) em Iarcanda. Yulbars patrocinou os aquetagliques e suprimiu os caratagliques, o que causou muito ressentimento e resultou em seu assassinato em 1670. Ele foi sucedido por seu filho, que governou apenas por um breve período antes de Ismail Cã ser entronizado. Ismail reverteu a luta pelo poder entre as duas facções muçulmanas e expulsou o líder aquetaglique, Afaque Coja. Afaque fugiu para o Tibete, onde o 5º Dalai Lama o ajudou a conseguir a ajuda de Galdã Boxutu Cã. 
Em 1680, Galdã liderou 120 mil zungares no Canato de Jarquente. Eles foram auxiliados pelos aquetagliques e Hami e Turpã, que já haviam se submetido aos zungares. O filho de Ismail, Babaque Sultão, morreu na resistência na batalha por Casgar. O general Iuaz Begue morreu na defesa de Iarcanda. Os zungares derrotaram as forças mogois sem muita dificuldade e fizeram Ismail e sua família prisioneiros. Galdã instalou Abde Arraxide Cã II, filho de Babaque, como cã fantoche. 

### Primeira Guerra Cazaque (1681-1685)

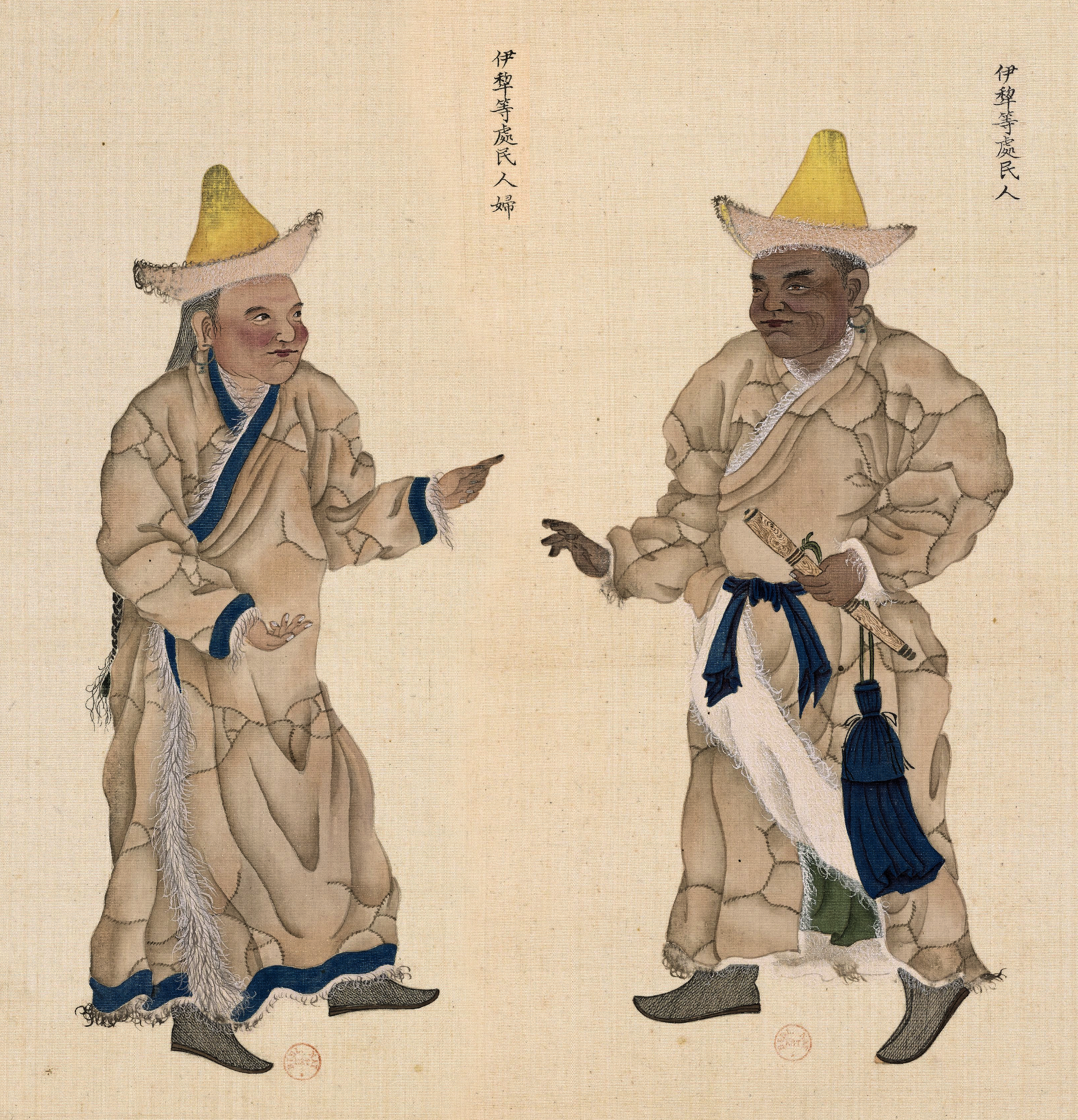
Plebeu da região de Ili, com sua esposa. Huang Qing Zhigong Tu, 1769.

Em 1681, Galdã invadiu o norte da montanha Tengeri e atacou o Canato Cazaque, mas não conseguiu tomar Sayram.  Em 1683, os exércitos de Galdã comandados por Tsewang Rabtan tomaram Tasquente e Sayram. Eles alcançaram o Sir Dária e esmagaram dois exércitos cazaques. Depois disso, Galdã subjugou o Quirguistão Negro e devastou o Vale de Fergana.  Seu general Rabtan tomou a cidade de Taraz. A partir de 1685, as forças de Galdã avançaram agressivamente para o oeste, forçando os cazaques cada vez mais a oeste.  Os zungares estabeleceram domínio sobre os tártaros Baraba e extraíram deles yasaq (tributo). Converter-se ao cristianismo ortodoxo e tornar-se súdito russo foi uma tática dos Baraba para encontrar uma desculpa para não pagar yasaq aos zungares. 

### Guerra Calca (1687-1688)

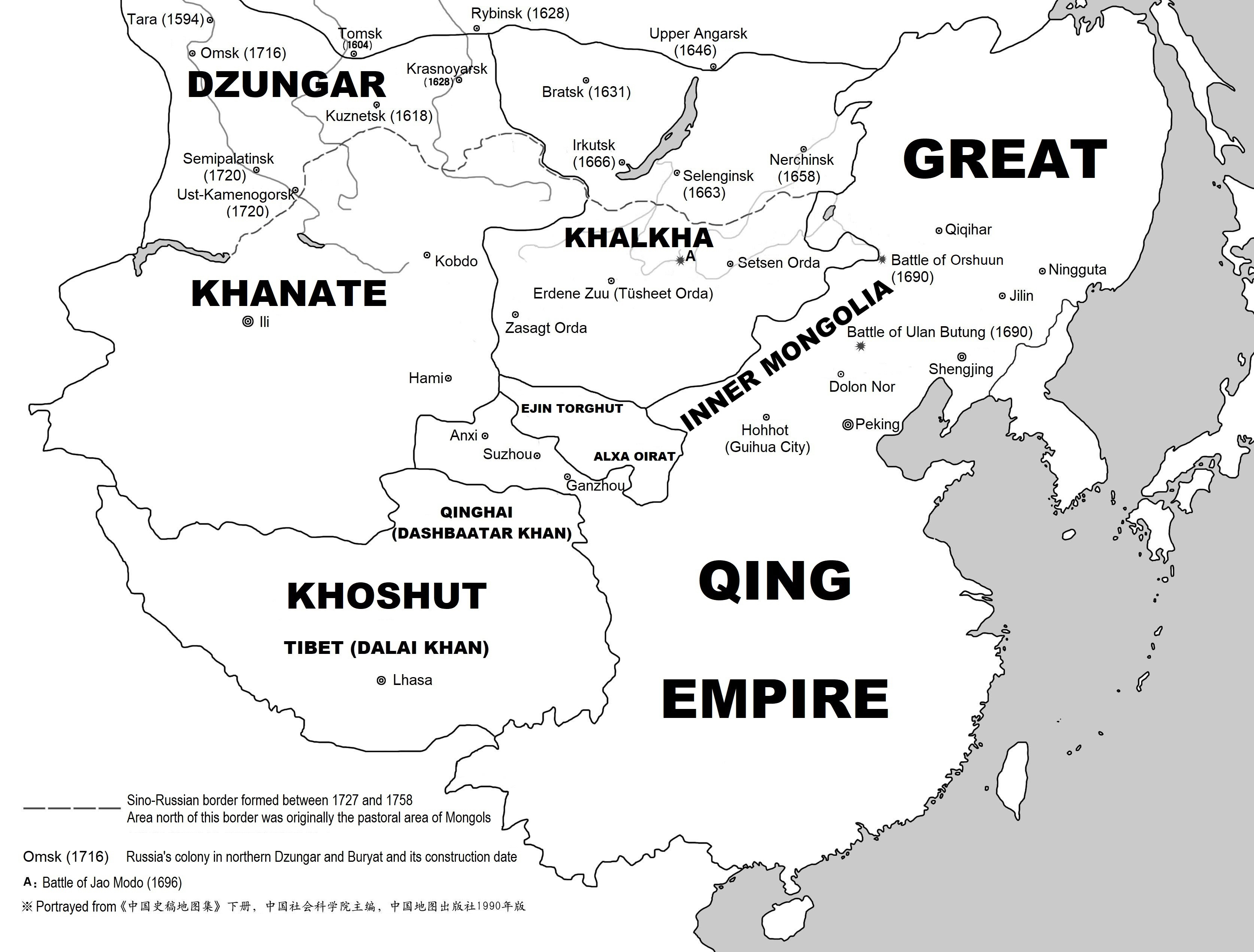
Canato da Zungária antes da invasão calca por Galdã em 1688

Os oirates haviam estabelecido a paz com os mongóis calcas desde que Lidã Cã morreu em 1634 e os calcas estavam preocupados com a ascensão da dinastia Qing. No entanto, quando Jasaguetu Cã Xira perdeu parte de seus súditos para Tuxite Cã Chikhundorj, Galdã moveu sua horda perto das montanhas Altai para preparar um ataque. Chikhundorj atacou a ala direita dos calcas e matou Xira em 1687. Em 1688, Galdã despachou tropas sob o comando de seu irmão mais novo, Dorji-jav, contra Chikhundorj, mas eles acabaram sendo derrotados. Dorji-jav foi morto em batalha. Chikhundorj então assassinou Degdeehei Mergen Ahai do Jasaguetu Cã que estava a caminho de Galdã. Para vingar a morte de seu irmão, Galdã estabeleceu relações amistosas com os russos que já estavam em guerra com Chikhundorj por territórios próximos ao lago Baical. Armado com armas de fogo russas, Galdã liderou 3 mil soldados zungares em Calca na Mongólia em 1688 e derrotou Chikhundorj em três dias. Os cossacos siberianos, entretanto, atacaram e derrotaram um exército calca de 10 000 soldados perto do lago Baical. Depois de duas batalhas sangrentas com os zungares perto do Mosteiro Erdene Zuu e Tomor, Chakhundorji e seu irmão Jebtsundamba Khutuktu Zanabazar fugiram através do deserto de Gobi para a dinastia Qing e se submeteram ao imperador Kangxi. 

### Primeira Guerra Qing (1690-1696)

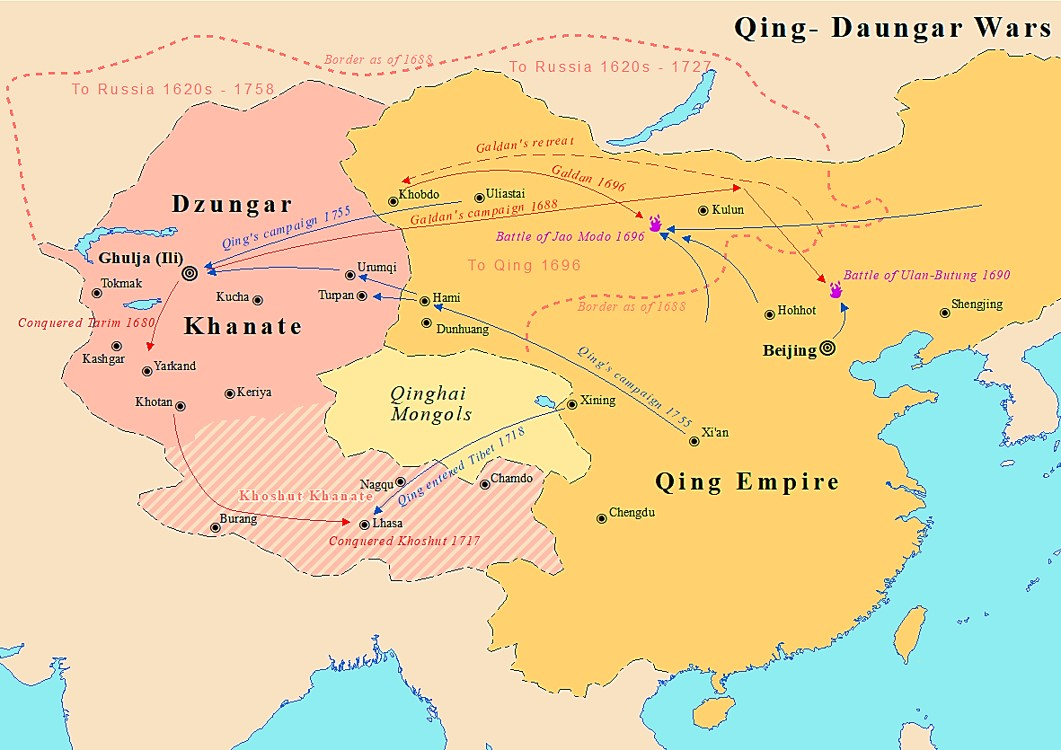
Guerras Zungares-Qing de 1688 a 1757

No final do verão de 1690, Galdã cruzou o rio Kherlen com uma força de 20 mil homens e enfrentou um exército Qing na Batalha de Ulan Butung, 350 km ao norte de Pequim, perto das cabeceiras ocidentais do rio Liao. Galdã foi forçado a recuar e escapou da destruição total porque o exército Qing não tinha suprimentos ou capacidade para persegui-lo. Em 1696, Kangxi liderou 100 mil soldados na Mongólia. Galdã fugiu de Kherlen apenas para ser capturado por outro exército Qing atacando do oeste. Ele foi derrotado na Batalha de Jao Modo, perto do alto rio Tuul. A esposa de Galdã, Anu, foi morta e o exército Qing capturou 20 mil bovinos e 40 mil ovelhas. Galdã fugiu com um pequeno grupo de seguidores. Em 1697 ele morreu nas montanhas Altai, perto de Khovd, em 4 de abril. De volta a Zungária, seu sobrinho Tsewang Rabtan, que se revoltou em 1689, já estava no controle em 1691. 

### Rebelião Chagatai (1693-1705)

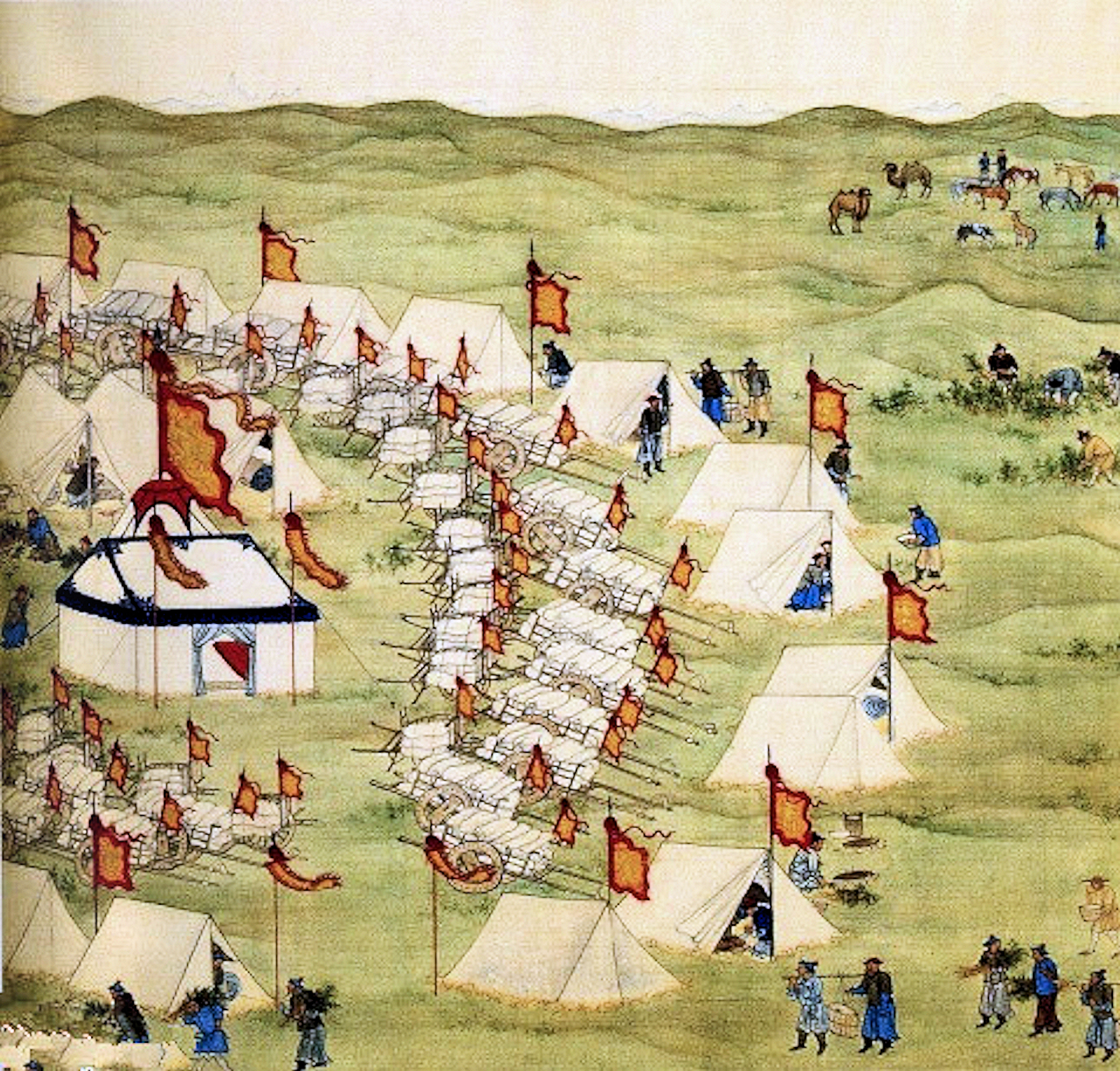
Acampamento militar do imperador chinês no rio Kherlen durante a campanha de 1696

Galdã instalou Abde Arraxide Cã II, filho de Babaque, como cã fantoche no Canato de Iarquente. O novo cã forçou Afaque Coja a fugir novamente, mas o reinado de Abde Arraxide também terminou sem cerimônia dois anos depois, quando eclodiram tumultos em Iarcanda. Ele foi substituído por seu irmão Maomé Imim Cã. Maomé procurou a ajuda da Dinastia Qing, doCanato de Bucara e do Império Mogol no combate aos zungares. Em 1693, Maomé conduziu um ataque bem-sucedido ao Canato Zungar, levando 30 mil cativos. Infelizmente, Afaque Coja apareceu novamente e derrubou Maomé numa revolta liderada pelos seus seguidores. O filho de Afaque, Iáia Coja, foi entronizado, mas seu reinado foi interrompido em 1695, quando ele e seu pai foram mortos enquanto reprimiam rebeliões locais. Em 1696, Aquebaxe Cã foi colocado no trono, mas os begues de Babaque Sultão recusaram-se a reconhecê-lo e, em vez disso, aliaram-se aos quirguizes para atacar Iarcanda, fazendo Aquebaxe prisioneiro. Os pedidos de Iarcanda foram para os zungares, que enviaram tropas e expulsaram o Quirguistão em 1705. Os zungares instalaram um governante não-chagataída, Mirza Alim Xá Begue, encerrando assim o governo dos cãs Chagatai para sempre. Abedalá Tarcã Begue de Hami também se rebelou em 1696 e desertou para a Dinastia Qing. Em 1698, as tropas Qing estavam estacionadas em Hami. 

### Segunda Guerra Cazaque (1698)
Em 1698, o sucessor de Galdã, Tsewang Rabtan, alcançou o lago Tengiz e o Turquestão, e os zungares controlaram Zhei-Su e Tasquente até 1745.  A guerra dos zungares contra os cazaques os levou a buscar ajuda da Rússia. 

### Segunda Guerra Qing (1718-1720)
O irmão de Tsewang Rabtan, Tseren Dondup, invadiu o Canato de Khoshut em 1717, depôs Yeshe Gyatso, matou Lha-bzang Cã e saqueou Lhasa. O imperador Kangxi retaliou em 1718, mas a sua expedição militar foi aniquilada pelos zungares na Batalha do Rio Salween, não muito longe de Lhasa.  Uma segunda e maior expedição enviada por Kangxi expulsou os zungares do Tibete em 1720. Eles trouxeram Kälzang Gyatso com eles de Kumbum para Lhasa e o instalaram como o 7º Dalai Lama em 1721.  O povo de Turpã e Pichan aproveitou a situação para se rebelar sob o comando de um chefe local, Amim Coja, e desertou para a dinastia Qing. 

### Galdã Tseren (1727–1745)
Tsewang Rabtan morreu repentinamente em 1727 e foi sucedido por seu filho Galdã Tseren. Galdã Tseren expulsou seu meio-irmão Lobszangshunu. Ele continuou a guerra contra os cazaques e os mongóis calcas. Em retaliação aos ataques contra seus súditos calcas, o imperador Yongzheng da dinastia Qing enviou uma força de invasão de 10 mil soldados, que os zungares derrotaram perto do lago Khoton. No ano seguinte, porém, os zungares sofreram uma derrota contra os calcas perto do Mosteiro Erdene Zuu. Em 1731, os zungares atacaram Turpã, que já havia desertado para a dinastia Qing. Amim Coja liderou o povo de Turpã em uma retirada para Gansu, onde se estabeleceram em Guazhou. Em 1739, Galdã Tseren concordou com a fronteira entre o território calca e zungar. 

### Colapso (1745-1757)
Galdã Tseren morreu em 1745, desencadeando uma rebelião generalizada na Bacia do Tarim e iniciando uma disputa de sucessão entre seus filhos. Em 1749, o filho de Galdã Tseren, Lama Dorji, tomou o trono de seu irmão mais novo, Tsewang Dorji Namjal. Ele foi deposto por seu primo Dauachi e pelo nobre coide Amursana, mas eles também lutaram pelo controle do canato.
Como resultado da disputa, em 1753, três parentes de Dauachi que governavam os dorbetes e baiades desertaram para os Qing e migraram para o território calca. No ano seguinte, Amursana também desertou. Em 1754, Iúçuce, o governante de Casgar, rebelou-se e converteu à força os zungares que ali viviam ao Islão. Seu irmão mais velho, Jeã Coja de Iarcanda, também se rebelou mas foi capturado pelos zungares devido à traição de Aiube Coja de Acsu. O filho de Jeã, Sadique, reuniu 7 mil homens em Cotã e atacou Acsu em retaliação.

Na primavera de 1755, o imperador Qianlong enviou um exército de 50 mil homens contra Dauachi. Ele apresentou sua invasão como benevolente e visava acabar com o sofrimento dos zungares, ao mesmo tempo que atribuía sua miséria a si mesmos: 
"Infelizmente, vocês zungares, vocês são da mesma espécie dos mongóis, não são? Por que vocês se separaram deles? (...) As pessoas ficaram ali de boca aberta por causa da miséria. Eu estava ansioso que sua miséria parasse. E espero que isso não dure – com a minha ajuda – até a manhã seguinte (...) Se o Céu quiser fortalecer alguém, as pessoas não podem feri-lo, mesmo que queiram a sua queda... Você quer honrar a Doutrina Amarela e orar ao Buda e aos Bodhisattvas. Mas em seus corações vocês são como Rakshas devoradores de homens. Portanto, vocês foram incapazes de escapar da retribuição autoincorrida com suas vidas quando seus crimes estavam no [nível moral] mais baixo e sua maldade atingiu o auge."
 – Imperador Qianlong.

#### Ataque ao acampamento em Gädän-Ola (1755)

"Tomada do acampamento em Gädän-Ola"

O exército Qing quase não encontrou resistência e destruiu o Canato Dzungar no espaço de 100 dias.  O exército chinês, complementado no caminho por tropas muçulmanas e renegadas zungares, surpreendeu Dauachi no local de Borotola em junho de 1755, a cerca de 300 li do Ili.  Dauachi tinha cerca de 10.000 soldados e recuou para o Monte Keteng, a cerca de 80 li de Ili, enquanto enviava mensageiros para reforços, mas os mensageiros foram interceptados pelos chineses. O exército Qing foi capaz de surpreender e capturar o exército de Dauachi no campo, e um ataque foi liderado pelo renegado Dzungar Ayusi e 20 de seus homens, que invadiram o campo e conseguiram conduzir cerca de 8.000 prisioneiros para o campo chinês (um evento retratado na pintura Qing "Ataque ao acampamento em Gädän-Ola").  Apenas 2.000 soldados escaparam com Dauachi à frente.  Dauachi fugiu para as montanhas ao norte de Acsu, mas foi capturado pelo líder uigur coji, begue de Uchturpan, a pedido dos chineses, e entregue aos Qing. 

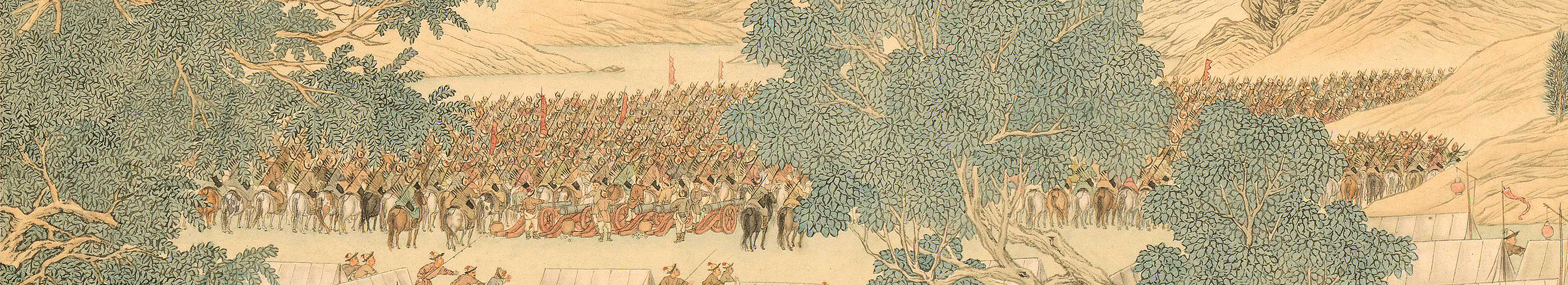
O exército Dzungar de Dauachi em Gädän-Ola. Pintura do pintor jesuíta da corte Qing, Ignatius Sichelbart, 1761.

#### Rendição de Dauachi (1755)
Dauachi rendeu-se ao general Qing Zhaohui.  A cena foi imortalizada na pintura "Zhaohui recebe a rendição de Dauachi em Ili", do pintor da corte jesuíta Inácio Sichelbart. Dauachi foi levado para Pequim, mas foi perdoado pelo Imperador. Juntamente com seu captor coji, ele foi feito Príncipe e "recebeu privilégios de estandarte". 

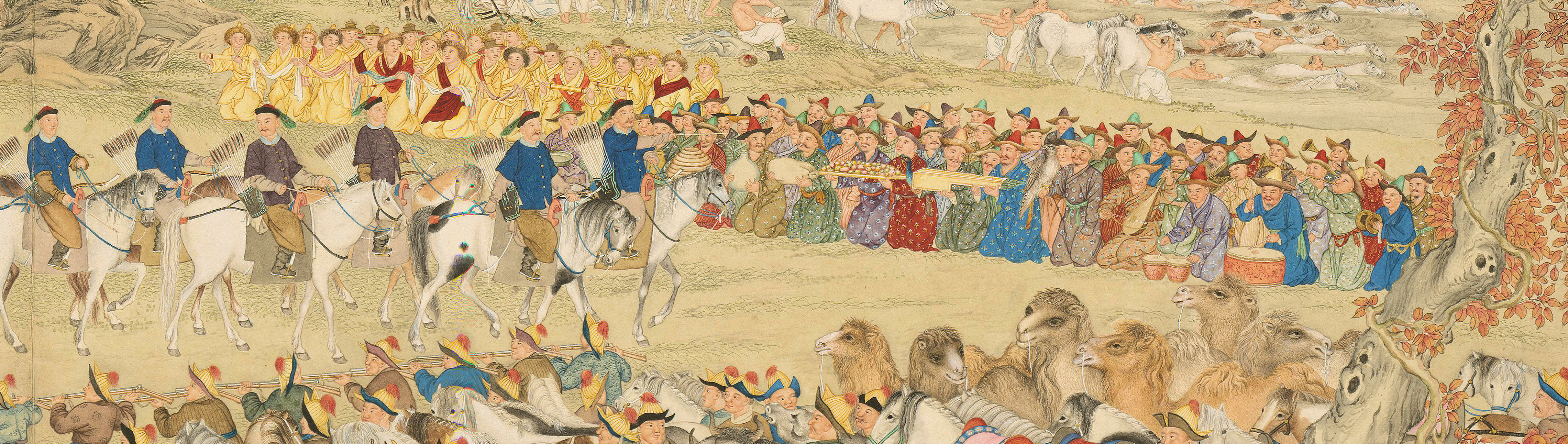
O general Qing Zhaohui (a cavalo) recebe a rendição de Dauachi em Ili em 1755. Pintura do pintor jesuíta da corte Qing, Ignatius Sichelbart, 1761.

## Consequências

### Rebelião de Amursana (1755-1757)

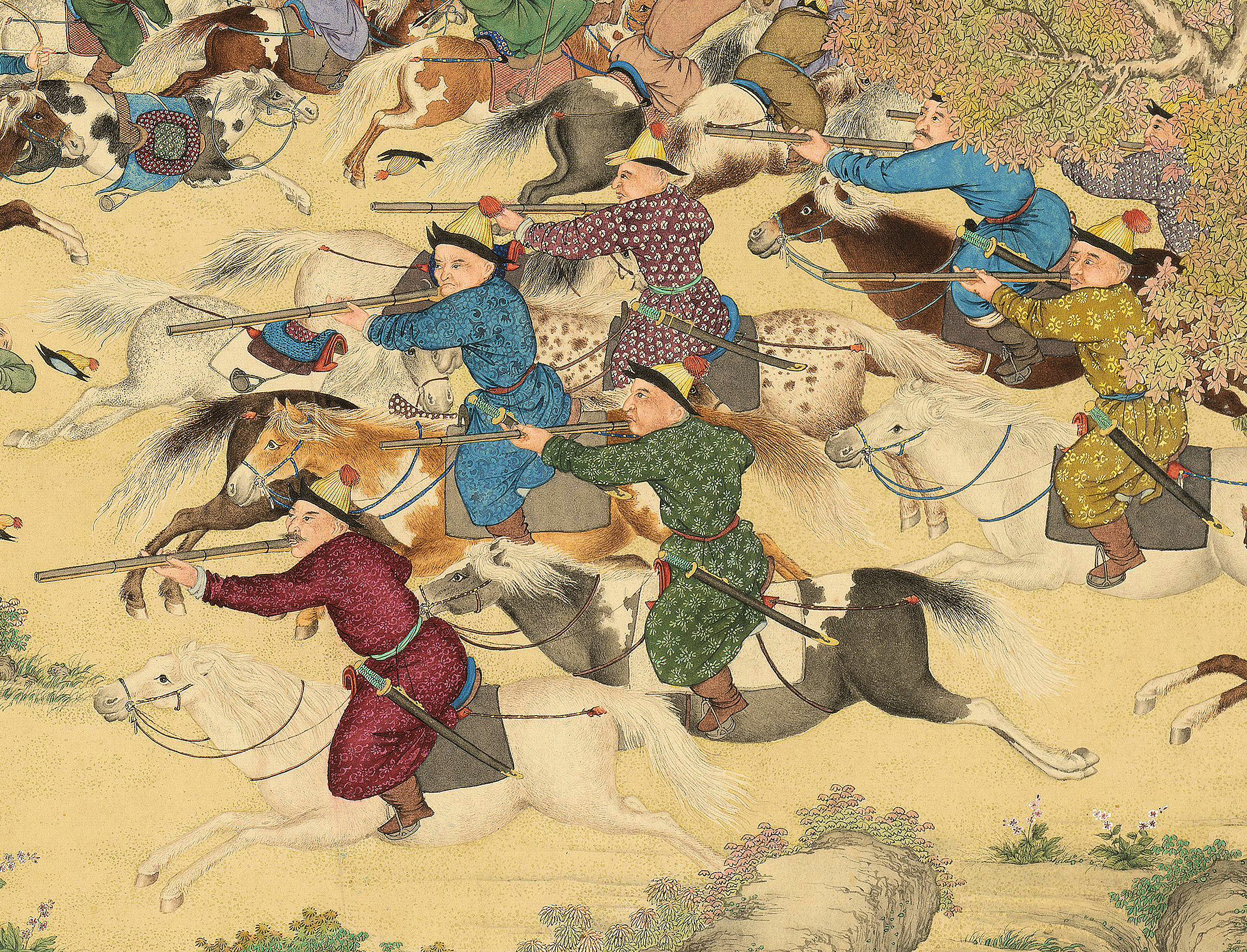
Partidários zungares de Amursana, na Batalha de Khorgos contra Qing China (1758). Pintura de Jean Denis Attiret.

Depois de derrotar o Canato zungar, os Qing planejaram instalar cãs para cada uma das quatro tribos oirate, mas Amursana, que havia sido aliado dos Qing contra Dauachi, queria governar todos os oirates. Em vez disso, o Imperador Qianlong fez dele o único cã dos coides.
No verão, Amursana junto com o líder mongol Chingünjav lideraram uma revolta contra Qing. Amursana foi derrotado na Batalha de Oroi-Jalatu (1756), na qual o general chinês Zhao Hui atacou os zungares à noite na atual Wusu, Sinquião. Incapaz de derrotar Qing, Amursana fugiu para o norte em busca de refúgio com os russos e morreu de varíola em terras russas em setembro de 1757. Na primavera de 1762, seu corpo congelado foi levado a Kyakhta para ser visto pelos Manchus. Os russos então o enterraram, recusando o pedido manchu de que fosse entregue para punição póstuma.   
Encontros posteriores ocorreram com as restantes forças zungares, na Batalha de Khorgos, na qual os partidários de Amursana foram derrotados em 1758 pelo príncipe Cäbdan-jab. Novamente em 1758, na Batalha de Khurungui, o general Zhao Hui emboscou e derrotou as forças Zungárianas no Monte Khurungui, perto de Almati, Cazaquistão. 

### Rebelião Aquetaglique (1757-1759)
Quando Amursana se rebelou contra a Dinastia Qing, os Aquetagliques ("Montanhas Brancas"), também conhecidos como afaques, Cojas Burhanuddin e Jahan se rebelaram em Iarcanda. Seu governo não era popular e o povo não gostava deles por se apropriarem de tudo o que precisavam, desde roupas até gado. Em fevereiro de 1758, os Qing enviaram Yaerhashan e Zhao Hui com 10.000 soldados contra o regime aquetaglique. Zhao Hui foi sitiado pelas forças inimigas em Iarcanda até janeiro de 1759, mas fora isso o exército Qing não encontrou nenhuma dificuldade na campanha. Os irmãos cojas fugiram para Badaquexão, onde foram capturados pelo governante Sultão Shah, que os executou e entregou a cabeça de Jahan aos Qing. A Bacia do Tarim foi pacificada em 1759. 

### Genocídio
De acordo com o estudioso Qing Wei Yuan (1794-1857), a população zungar antes da conquista Qing era de cerca de 600 000 em 200 000 casas. Wei Yuan escreveu que cerca de 40 por cento das famílias zungares foram mortas pela varíola, 20 por cento fugiram para a Rússia ou tribos cazaques e 30 por cento foram mortos por vassalos manchus. Durante vários milhares de anos, não houve iuras, exceto aqueles que se renderam.    Wen-Djang Chu escreveu que 80 por cento dos 600 000 ou mais zungares foram destruídos por doenças e ataques  que Michael Clarke descreveu como "a destruição completa não apenas do estado zungar, mas dos zungares como povo". 
O historiador Peter Perdue argumenta que a destruição dos zungares foi o resultado de uma política explícita de extermínio lançada pelo Imperador Qianlong que durou dois anos.  Seus comandantes estavam relutantes em cumprir suas ordens, que ele repetiu diversas vezes usando o termo jiao (extermínio) repetidas vezes. Os comandantes Hadaha e Agui foram punidos por ocuparem apenas as terras Zúngaras, mas por deixarem o povo escapar. Os generais Jaohui e Shuhede foram punidos por não demonstrarem zelo suficiente no extermínio dos rebeldes. Qianlong ordenou explicitamente aos mongóis calcas que "pegassem os jovens e fortes e os massacrassem".  Os idosos, as crianças e as mulheres foram poupados, mas não puderam preservar os seus antigos nomes ou títulos.  Mark Levene, um historiador cujos interesses de pesquisa recentes se concentram no genocídio, afirma que o extermínio dos zungares foi "indiscutivelmente o genocídio do século XVIII por excelência". 
A opinião antizungar generalizada por ex-súditos zungares contribuiu para o seu genocídio. Os cazaques muçulmanos e o antigo povo do Canato de Iarquente na Bacia do Tarim (agora chamados de uigures), foram maltratados pelos zungares budistas, que os usaram como trabalho escravo, e participaram da invasão Qing e atacaram os zungares. Líderes uigures como Amim Coja ou cojis receberam títulos dentro da nobreza Qing,    e atuaram como intermediários com os muçulmanos da Bacia do Tarim. Eles disseram aos muçulmanos que os Qing só queriam matar oirates e que deixariam os muçulmanos em paz. Eles também convenceram os muçulmanos a ajudar os Qing a matar oirates. 

### Mudança demográfica em Sinquião

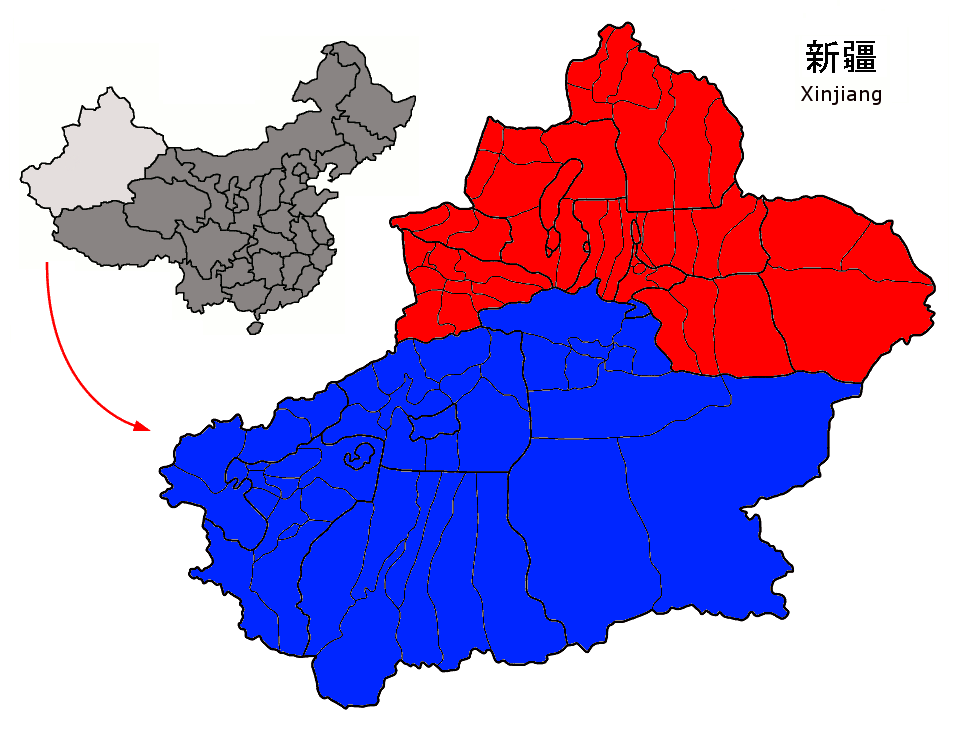
Zungária
Bacia do Tarim

após a destruição do povo zungar oirate, a dinastia Qing patrocinou o assentamento de milhões de Han, Hui, Xibe, Daur, Solon, povo do Oásis Turco (Uigures) e Manchus em Zungária desde que a terra foi esvaziada.  Stanley W. Toops observa que a situação demográfica moderna de Sinquião ainda reflete a iniciativa de colonização da dinastia Qing. Um terço da população total de Sinquião consistia em Han, Hui e Cazaques no norte, enquanto cerca de dois terços eram uigures no sul da Bacia do Tarim, no sul de Sinquião.    Algumas cidades no norte de Sinquião, como Ürümqi e Yining, foram essencialmente criadas pela política de assentamento Qing. 
A eliminação dos zungares budistas levou à ascensão do Islão e dos seus begues muçulmanos como a autoridade política moral predominante em Sinquião. Muitos Taranchis muçulmanos também se mudaram para o norte de Sinquião. Segundo Henry Schwarz, “a vitória Qing foi, em certo sentido, uma vitória do Islã”.  Ironicamente, a destruição dos zungares pelos Qing levou à consolidação do poder muçulmano turco na região, uma vez que a cultura e a identidade muçulmana turca foram toleradas ou mesmo promovidas pelos Qing. 
Em 1759, a dinastia Qing proclamou que as terras anteriormente pertencentes aos zungares agora faziam parte da "China" (Dulimbai Gurun) em um memorial Manchu.    A ideologia de unificação Qing retratou os chineses não-Han "externos", como os mongóis, oirates e tibetanos, juntamente com os chineses Han "internos" como "uma família" unida no estado Qing. Os Qing descreveram a frase "Zhong Wai Yi Jia" (中外一家) ou "Nei Wai Yi Jia" (內外一家, "interior e exterior como uma família"), para transmitir esta ideia de "unificação" a diferentes povos. 

### Pinturas
O Imperador Qianlong teve muito cuidado em documentar os seus sucessos na guerra.  Ele ordenou a pintura dos 100 servidores mais meritórios dos Qing (紫光阁功臣像: bravos oficiais Qing, generais e também alguns aliados torgutes e dorbedes, bem como os derrotados Choros Oirates, ou aliados muçulmanos uigures, como cojis ou Amim Coja), bem como pinturas de cenas de batalha sempre que os Qing tiveram sucesso. Os rostos apresentam um estilo realista ocidental, enquanto os corpos provavelmente foram desenhados por artistas da corte chinesa.  Segundo o pintor jesuíta contemporâneo Jean-Denis Attiret: “Durante toda a duração desta guerra contra os eleuths e outros tártaros, seus aliados, sempre que as tropas imperiais obtinham algumas vitórias, os pintores recebiam ordens de pintá-las. que desempenharam papéis decisivos nos acontecimentos foram favorecidos para aparecer nas pinturas de acordo com o que realmente aconteceu".  Estas pinturas foram todas feitas por artistas estrangeiros, especificamente os jesuítas sob Giuseppe Castiglione, e pintores da corte chineses sob sua direção.

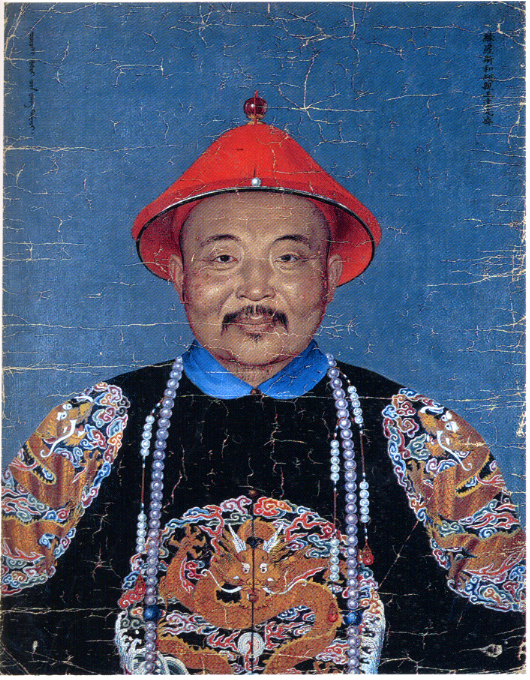
O líder Choros-Oirate Dauachi em traje Qing, após a Guerra Zungar-Qing. Pintura de Jean Denis Attiret.
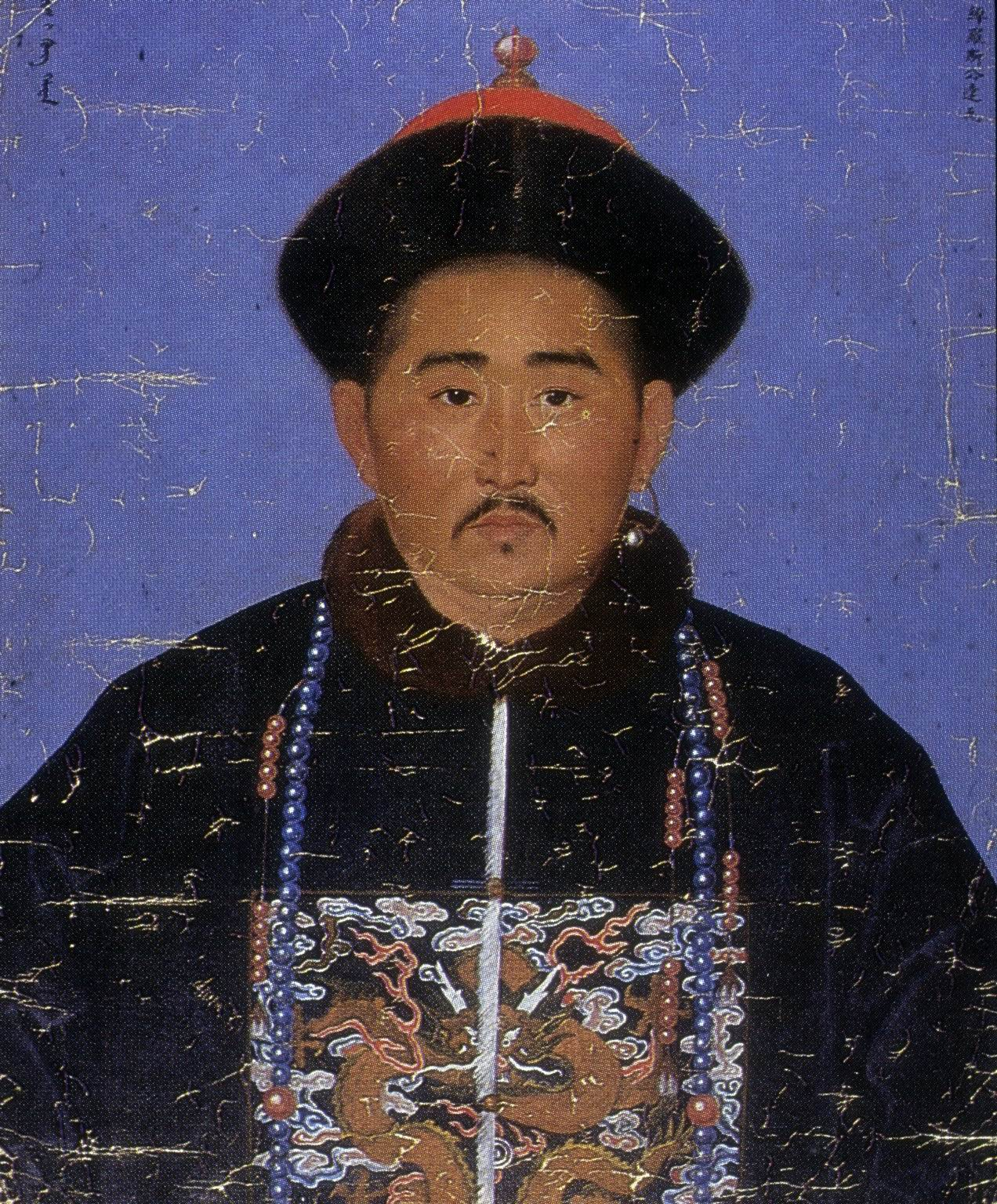
O Choros-Oirate Dawa (达瓦) em traje Qing, após a Guerra Zungar-Qing. Pintura de Jean Denis Attiret
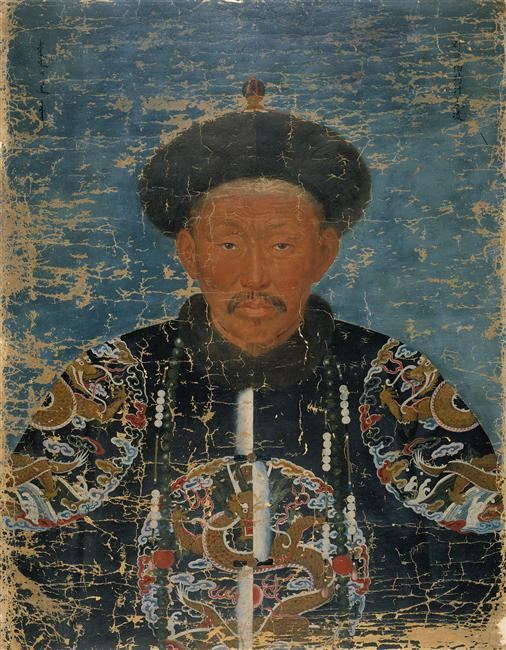
O Dörbed-Oirate Tseren (车凌) em traje da Dinastia Qing. Pintura de Jean Denis Attiret
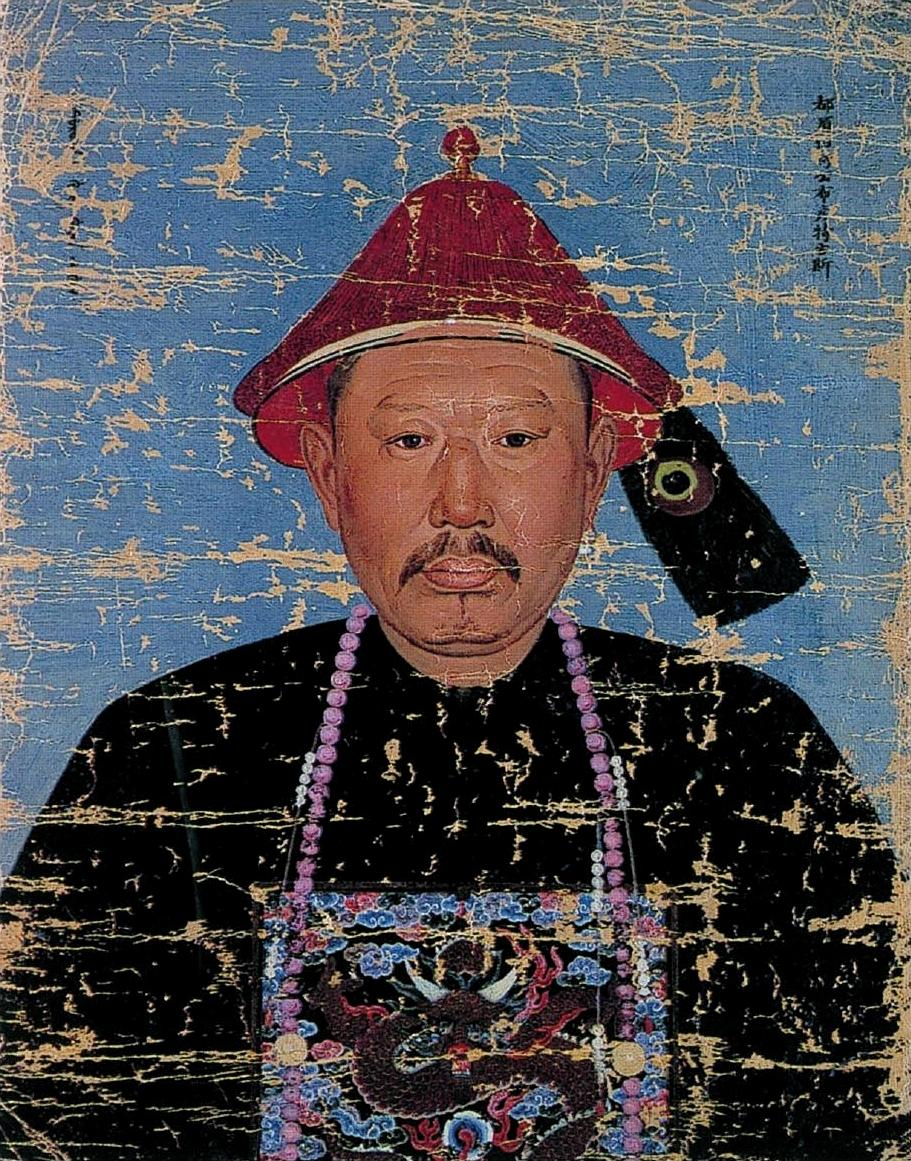
O Dörbed-Oirate Buyan Tegus em traje da Dinastia Qing. Pintura de Jean Denis Attiret
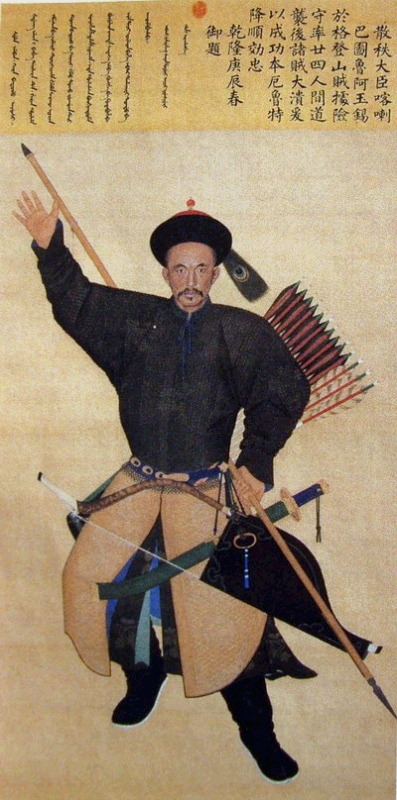
O renegado Oirate Ayusi em seu uniforme Qing. Pintura de Giuseppe Castiglione

## Líderes do Canato da Zungária

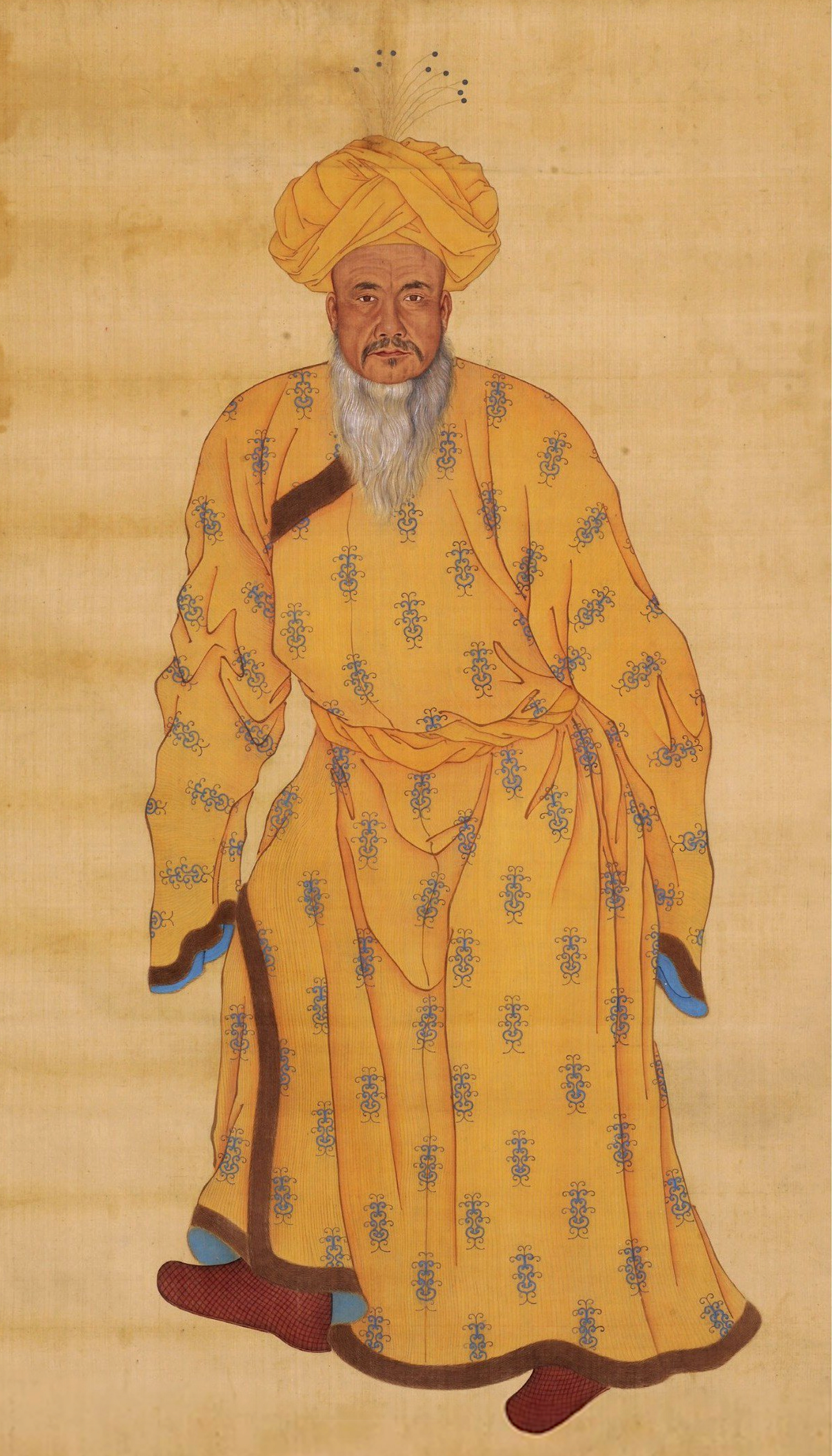
Cojis, um governador uigur de Uqturpan. Pintura de Ignatius Sichelbart, um artista jesuíta europeu na corte chinesa em 1775.

| Nome                 | Título                  |
| -------------------- | ----------------------- |
| Khara Khula          | Khong Tayiji            |
| Erdeni Batur         | Khong Tayiji            |
| Sengge               | Khong Tayiji            |
| Galdã Boxutu Cã      | Khong Tayiji, Boxotu Cã |
| Tsewang Rabtan       | Khong Tayiji, Cã        |
| Galdã Tseren         | Khong Tayiji            |
| Tsewang Dorji Namjal | Khong Tayiji            |
| Lama Dorji           | Khong Tayiji            |
| Dauachi              | Khong Tayiji            |
| Amursana [‡]         |                         |

[‡] ^ Nota: embora Amursana tivesse o controle de fato de algumas áreas da Zungária durante 1755-1756, ele nunca poderia se tornar oficialmente cã devido à posição inferior de seu clã, o coide.

## Cultura
Os oirates se converteram ao budismo tibetano em 1615. A sociedade oirate era semelhante a outras sociedades nômades. Era fortemente dependente da pecuária, mas também praticava uma agricultura limitada. Após a conquista do Canato de Iarquente em 1680, eles usaram pessoas da Bacia do Tarim (taranchi) como mão de obra escrava para cultivar terras em Zungária. A economia e a indústria zungares eram bastante complexas para uma sociedade nômade. Eles tinham minas de ferro, cobre e prata que produziam minério bruto, que os zungares transformavam em armas e escudos, incluindo até armas de fogo, balas e outros utensílios. Os zungares foram capazes de fabricar armas de fogo de forma autóctone em um grau único na Ásia Central da época.  Em 1762, o exército Qing descobriu quatro grandes canhões de bronze zungares, oito canhões "altos" e 10.000 projéteis. 
Em 1640, os oirates criaram um código legal mongol oirate que regulamentava as tribos e dava apoio à seita Guelupa (Chapéus Amarelos). Erdeni Batur ajudou Zaya Pandita na criação do Todo bitchig. 

## Galeria
| {{{caption}}}                |
| O Canato da Zungária em 1750 |

| {{{caption}}} |
| Este fragmento de mapa mostra os territórios de oirates como em 1706 (Coleção de mapas da Biblioteca do Congresso: "Carte de Tartarie" de Guillaume de L'Isle) |

| {{{caption}}} |
| Os estados Zungar e Kalmyk (fragmento do mapa do Império Russo de Pedro, o Grande, criado por um soldado sueco c. 1725) |

| {{{caption}}} |
| Um mapa do Canato da Zungária, feito por um oficial sueco mantido em cativeiro no canato em 1716-1733, que inclui a região conhecida hoje como Zhetysu |